# Сенмуанг
Сенмуанг (*тай. พระแสนเมือง; д/н — після 1659) — 22-й володар держави Ланна у 1655—1659 роках.

## Життєпис
Походив з династії Фанг. Син володаря Тхіппханета. Відомостей про нього обмаль. 1655 року спадкував владу. Приніс присягу вірності Піндале, правителю імперії таунгу. 1659 року останній стикнувся з загрозою з боку імперії Цін за підтримку династії Південна Мін. Такою обставиною скористався Нарай, володар Аюттхаї, який вдерся до ланни, захопивши Чіангмай. Сенмуанг потрапив у полон, його разом з родиною, почтом та частиною знаті було переселено до столиці Аєттхаї. Новим правителем Нарай поставив Кемеунга.